# إلفين بيشوب
إلفين بيشوب (بالإنجليزية: Elvin Bishop)‏ هو موسيقي وكاتب أغاني ومغني وعازف قيثارة أمريكي، ولد في 21 أكتوبر 1942 في غلينديل في الولايات المتحدة.

## وصلات خارجية
- الموقع الرسمي
- إلفين بيشوب على موقع IMDb (الإنجليزية)
- إلفين بيشوب على موقع ميوزك برينز (الإنجليزية)
- إلفين بيشوب على موقع إن إن دي بي (الإنجليزية)
- إلفين بيشوب على موقع أول ميوزيك (الإنجليزية)
- إلفين بيشوب على موقع ديسكوغز (الإنجليزية)